# فاطمة المجريطية
فاطمة المجريطية (كريمة العالم الأندلسي مسلمة المجريطي، لقبت بالمجريطية نسبة إلى مجريط مدريد حاليا)، هي عالمة فلك أندلسية، عاشت في الأندلس مابين نهاية القرن العاشر وبداية القرن الحادي عشر الميلادي. عملت مع والدها على تدقيق وتصحيح جداول الخوارزمي الفلكية. وتصحيح التقاويم، وحساب مواضع الشمس والقمر والكواكب كما قامت بوضع جداول لعلم الفلك الكروي، وحساب الكسوف والخسوف.